# Tecla AltGr

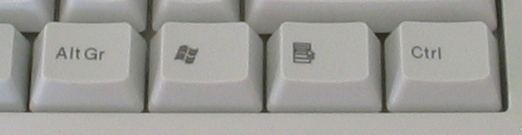
Quando presente, localiza-se do lado direito da barra de espaços

AltGr (Alt Graph) é uma tecla modificadora encontrada em alguns teclados de computadores (em vez de uma segunda tecla Alt encontrada em teclados dos EUA). É comumente usada para escrever caracteres que não se encontram no teclado, tais como o símbolo do Euro (€) e o símbolo de Copyright (©), dentre outros. Quando presente, localiza-se do lado direito da barra de espaços: se não escrita explicitamente, essa tecla pode ser remapeada para se comportar como tal (ou emulada usando a combinação Ctrl + Alt). Em computadores da Apple, a tecla Option tem funções similares.
AltGr é usado de forma semelhante à tecla Shift: é mantida pressionada enquanto outra tecla é pressionada para obter um caractere diferente daquele que esta normalmente produz. AltGr e Shift também podem, às vezes, ser combinados para obter outro caractere. Por exemplo, no layout de teclado US-International, a tecla C pode ser usada para inserir quatro caracteres diferentes:
- C → c (caixa baixa — first level)
- Shift + C → C (caixa alta — second level)
- AltGr + C → © (Símbolo_de_direitos_autorais — third level)
- AltGr + Shift + C → ¢ (Cêntimo — fourth level)

## Significado

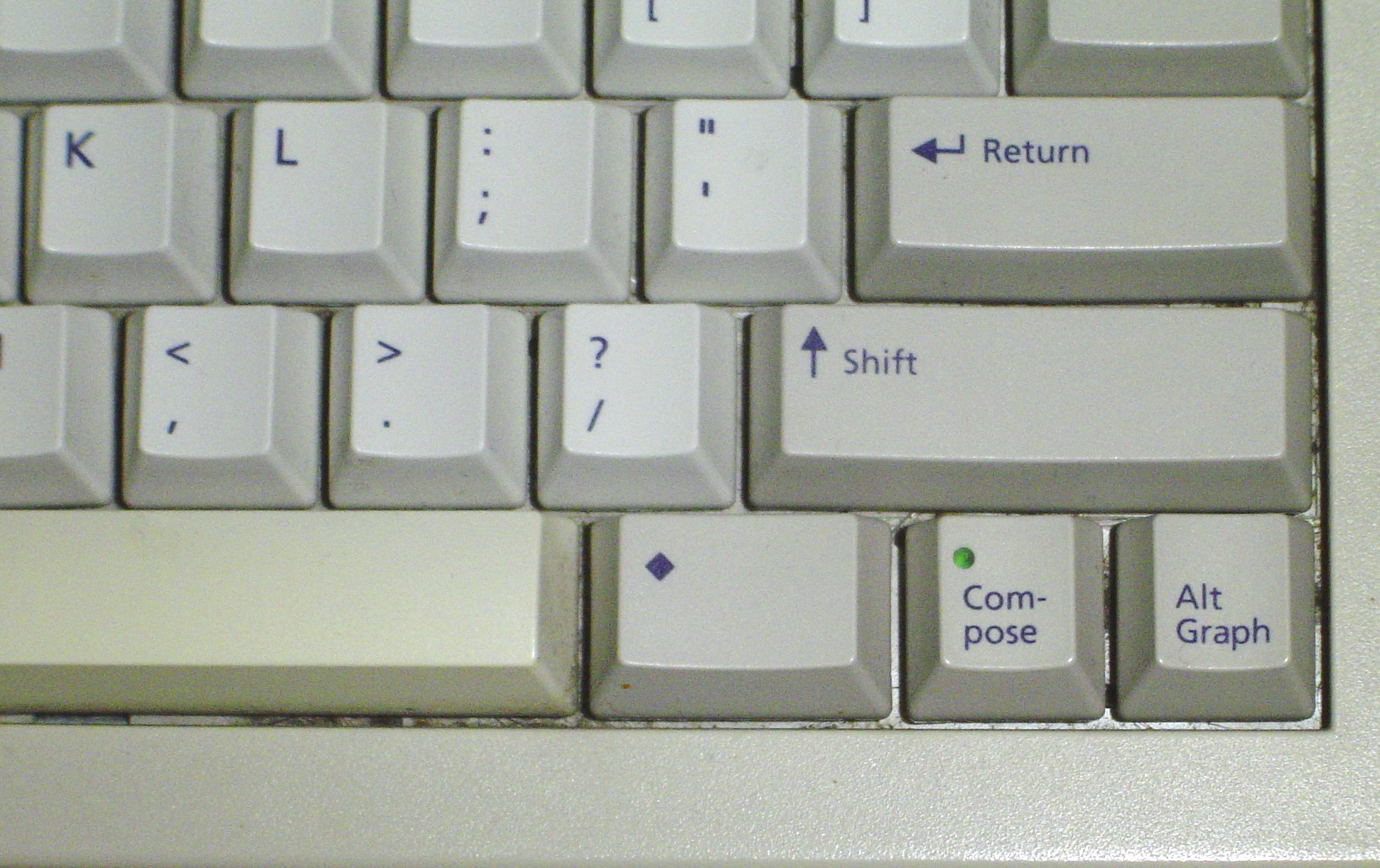
Teclado Sun Microsystems, que identifica a tecla como Alt Graph (gráfico alternativo).

A IBM afirma que AltGr é uma abreviação para gráfico alternativo.
AltGr foi originalmente introduzido como um meio de produzir caracteres de desenho em linha de comando em Interface de base texto. No uso moderno, esses caracteres são tecnicamente obsoletos e não estão mais explícitos no teclado. A tecla AltGr é usada hoje como uma tecla adicional 'Shift', para fornecer um terceiro e um quarto intervalo de grafemas para a maioria das teclas –  especialmente as variantes acentuadas das letras nas teclas, mas também alguns adicional símbolos tipográficos e sinais de pontuação. Alguns idiomas, como bengali, usam essa tecla quando o número do alfabeto não cabe em um teclado padrão.

## X Window System
No X Window System (Linux, BSD, Unix) o AltGr pode ser frequentemente usado para produzir caracteres adicionais com quase todas as teclas do teclado.
Além disso, com algumas teclas, o AltGr produzirá uma tecla morta; por exemplo, em um teclado do Reino Unido, o ponto e vírgula pode ser usado para adicionar um acento agudo a uma letra base e o colchete esquerdo pode ser usado para adicionar um trema:
- AltGr + ; seguido por E →  é
- AltGr + [ seguido por Shift + O →  Ö

Esse uso de teclas mortas permite digitar uma ampla variedade de caracteres pré-compostos que combinam vários diacríticos com letras maiúsculas ou minúsculas, obtendo um efeito semelhante à tecla Compor.

### Mapas do teclado
Abaixo estão alguns diagramas e exemplos de mapas de teclas específicos de cada país. Para os diagramas, os símbolos cinza são os caracteres padrão, amarelo é com Shift, vermelho é com AltGr, e azul é com Shift + AltGr.

#### Teclado dinamarquês
O mapa de teclado dinamarquês apresenta as seguintes combinações de teclas:
- AltGr + Shift + Q →  Ω
- AltGr + O →  ø
- AltGr + M →  µ

#### Teclado italiano
O mapa de teclado italiano inclui, entre outras combinações, o seguinte:
| - AltGr + H → ħ - AltGr + ì → ~ | - AltGr + ' → ` - AltGr + ; → × |

#### Teclado norueguês

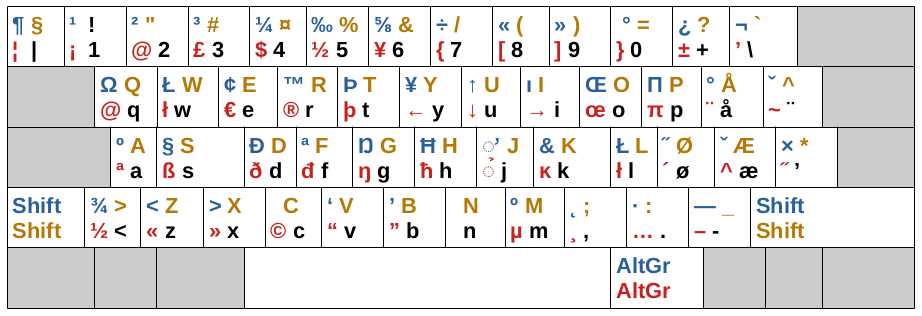
O mapa de teclas norueguês do X Window com suas combinações AltGr

#### Teclado sueco

O mapa de teclas sueco do X Window com suas combinações AltGr